# 위수 티베트족 자치주
위수 티베트족 자치주(티베트어: ཡུས་ཧྲུའུ་བོད་རིགས་རང་སྐྱོང་ཁུལ་ 위수 티베트족 자치주, 중국어: 玉樹蔵族自治州, 병음: Yùshù Zàngzú Zìzhìzhōu)는 중화인민공화국 칭하이성에 설치된 티베트족 자치주의 하나이다.
티베트명은 "위수"로, 중국어명 "玉树"는 위수를 음차한 것이다.
티베트의 전통적인 지리 구분에서는 동부 티베트의 캄 지구에 해당한다.
주 인민정부는 옥수현의 게구 진(結古鎮, skye rgu, Gyêgu)에 위치하며, 서양이나 오래된 티베트의 문헌에서는 제쿤도(Jyekundo, skye dgu mdo, skye rgu mdo)라는 이름으로 등장한다.

## 지리
북쪽으로 하이시 몽골족 티베트족 자치주, 신장 위구르 자치구, 동쪽으로 궈뤄 티베트족 자치주 및 쓰촨성의 간쯔 티베트족 자치주, 서부로부터 남부로 걸쳐 하이시 몽골족 티베트족 자치주와 접하며, 티베트 자치구의 나추 지구, 남부에서 창두 지구와 접한다.

## 역사
위수 주에는 불교 수도원이 많다. 예전에 이 지역은 낭첸 왕국의 일부로 라싸의 달라이 라마의 게룩파의 지배하에 있지 않았다. 캄의 이 지역의 다른 힘의 균형은 위수에 오래된 티베트 불교의 질서가 우세하게 만들었다. 1958년 이전에 195개의 라마교 사원 중 23개만 게룩파에 속했다.
제압당한 100개 이상의 수도원들 대다수가 여전히 티베트의 이 지역에서만 세워진 분파의 일부인 다양한 카위파 학교의 가르침을 따른다. 사크야파 또한 위수에서 강하여 캄에서 가장 중요한 사원들 32개가 여기에 속한다. 닝마파의 수도원 제도를 따르는 숫자 또한 이와 비슷한 반면 본포는 오직 한 개의 사원에서만 만날 수 있으며 그들은 닝마파의 가르침도 공유한다.
1958년이 국영화 이전에 현재의 위수 티베트족 자치주의 전체 수도승 인구는 25000명이 넘었고 그 중 약 300명이 사람의 형상을 한 라마승이었다. 인구의 평균 3~5%가 수도승이었고 낭첸 현에서는 그 수치가 현저히 높아 인구의 12~20%에 이르렀다.

## 인구
| 민족     | 인구    | 비율   |
| -------- | ------- | ------ |
| 티베트족 | 288,829 | 97.25% |
| 한족     | 7,594   | 2.56%  |
| 후이족   | 295     | 0.01%  |
| 둥샹족   | 138     | <0.01% |
| 사라족   | 64      | <0.01% |
| 몽골족   | 50      | <0.01% |
| 만주족   | 22      | <0.01% |
| 기타     | 12      | <0.01% |

## 행정 구역
1개의 현급시, 5개의 현을 관할한다.
- 현급시

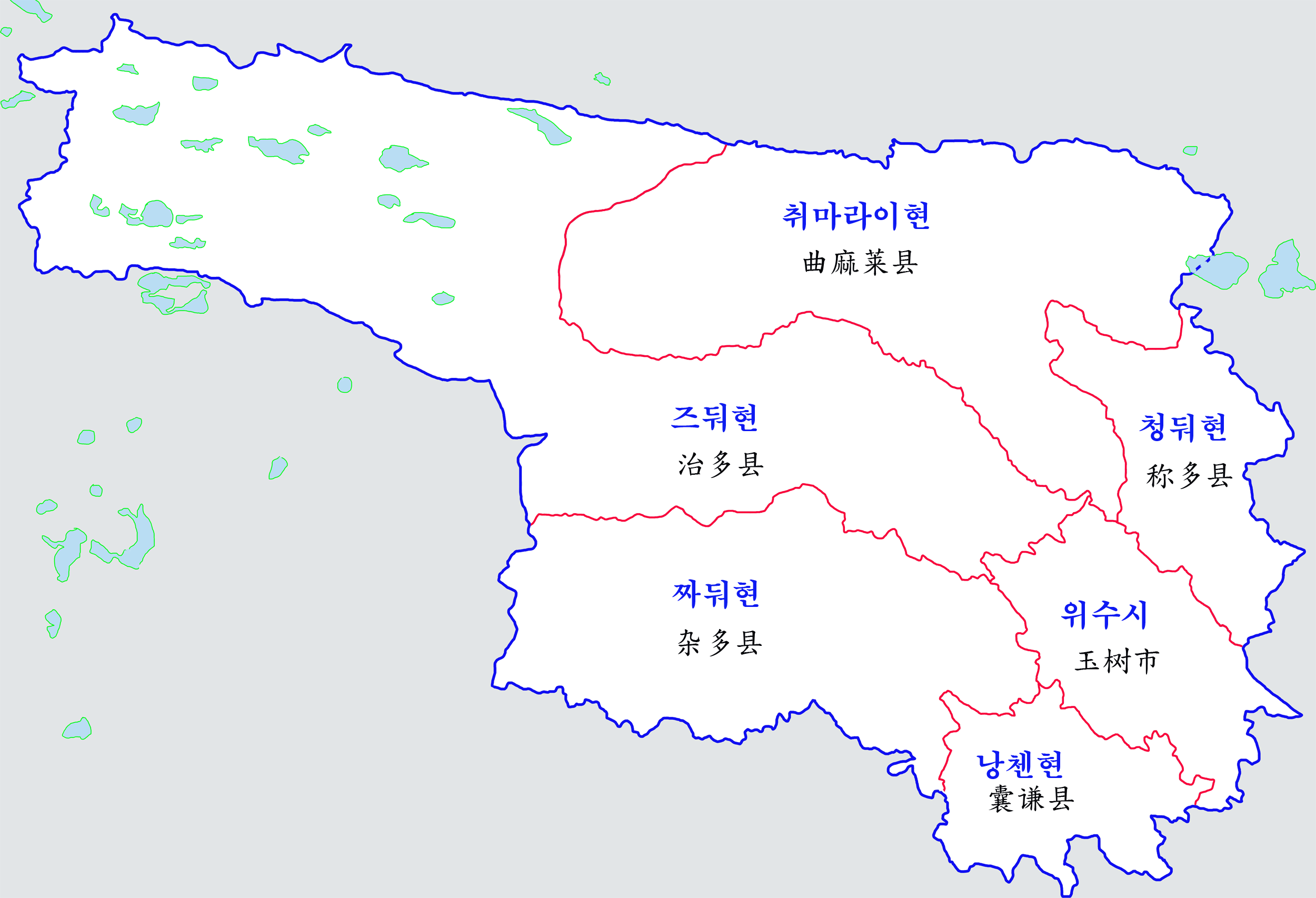
위수티베트족자치주의 행정구역도

  - 위수 시(玉樹市, yul shul rdzong)

- 현
  - 짜둬 현(雑多県, rdza stod rdzong)
  - 청둬 현(称多県, khri 'du rdzong)
  - 즈둬 현(治多県, 'bri stod rdzong)
  - 낭첸 현(嚢謙県, nang chen rdzong)
  - 취마라이 현(曲麻莱県, chu dmar leb rdzong)